# Tony Hurel
Tony Hurel (Lisieux, 1 de noviembre de 1987) es un ciclista francés que fue profesional entre 2011 y 2022.

## Palmarés
2012
- Polynormande

2017
- 1 etapa de la Tropicale Amissa Bongo

2018
- 1 etapa del Tour de Loir-et-Cher
- 1 etapa del Tour de Bretaña

## Resultados en Grandes Vueltas
| Carrera | Carrera         | 2011 | 2012 | 2013 | 2014  | 2015  | 2016 | 2017 | 2018 | 2019 | 2020 | 2021 | 2022 |
| ------- | --------------- | ---- | ---- | ---- | ----- | ----- | ---- | ---- | ---- | ---- | ---- | ---- | ---- |
|         | Giro de Italia  | —    | —    | —    | 134.º | —     | —    | —    | —    | —    | —    | —    | —    |
|         | Tour de Francia | —    | —    | —    | —     | —     | —    | —    | —    | —    | —    | —    | —    |
|         | Vuelta a España | —    | —    | —    | —     | 145.º | Ab.  | —    | —    | —    | —    | —    | —    |

—: no participa

Ab.: abandono